# Kasuistik (medicinvetenskap)
Inom medicin syftar kasuistik på en sammanställning av beskrivningar över individuella sjukdomsfall, vilken tjänar till belysning av sjukdomens allmänna natur i ett eller annat avseende.